# Onthophagus asperipennis
Onthophagus asperipennis là một loài bọ cánh cứng trong họ Bọ hung (Scarabaeidae).